# فرنسيس دوغاس
فرنسيس دوغاس هو محامي وسياسي أمريكي، ولد في 9 يونيو 1919 في راين في الولايات المتحدة، وتوفي في 8 سبتمبر 2008 في ثيبودوكس في الولايات المتحدة. نشط حزبياً في الحزب الديمقراطي والحزب الجمهوري. وقد انتخب عضو مجلس نواب لويزيانا ‏.